# Erinnerungsfest westfälischer Musensöhne

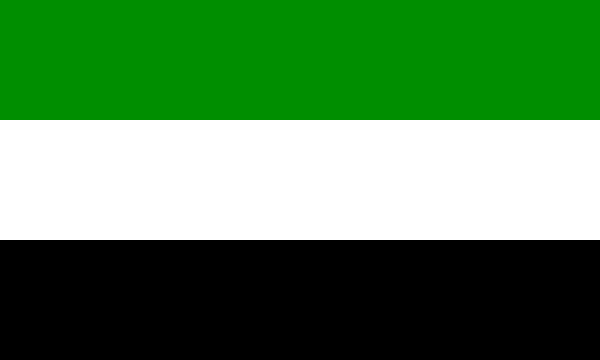
Die westfälische Trikolore der couleur tragenden westfälischen, studentischen Korporationsverbände

Die Erinnerungsfeste westfälischer Musensöhne waren Treffen von westfälischen Akademikern ähnlich dem Wartburgfest und Hambacher Fest, nur nicht so radikal und epochemachend wie diese, sondern eher mit einem schöngeistigen Charakter. Anders als diese, waren die Erinnerungsfeste auch kein einmaliges Ereignis, sondern eine etablierte Organisation: ein Gesprächs- und Diskussionskreis ranghoher Politiker, Juristen, Beamter, Künstler, Theologen, Wissenschaftler, Militärs, Industrieller, Kaufleute, Gutsbesitzer und Techniker ihrer Zeit; insgesamt 450 akademische Teilnehmer. In ihren Forderungen waren sie moderat und strebten eine friedliche Evolution, statt einer gewalttätigen Revolution an. Im Vormärz von 1819 bis 1830 fanden sie an den verschiedensten Orten in Westfalen statt.

## Geschichte
Der Initiator der Erinnerungsfeste war der Richter Friedrich Wilhelm Rautert, von 1800 bis 1802 an der Universität Erlangen Rechtswissenschaften studierte und dort bei der Westfälischen Landsmannschaft aktiv war. Er blieb bis zu seiner Versetzung nach Büren 1826 der Präses der Veranstaltungen. Über die Hälfte der 450 Besucher stammte aus Westfalen: Von diesen über ⅔ aus der Grafschaft Mark, 8 % aus dem übrigen Preußen und Köln, 4 % aus dem ehemaligen Hochstift Münster, Fürstentum Paderborn und Hochstift Osnabrück und weitere 4 % aus Dortmund und Berg mit Essen und Werden. ⅔ waren Juristen, ⅛ Theologen, 10 % Mediziner und Pharmazeuten, weitere 10 % Philologen, Ingenieure und Militärs; der Anteil der Studenten war gering, bei ca. 5 %. Die Feste hatten einen bürgerlichen Charakter, nur 16 % der Teilnehmer waren adeliger Herkunft, wovon die Hälfte dem Beamtenadel zugerechnet werden konnten. Unter den besuchten Bildungsstätten nimmt die Universität Halle mit ⅓ der Teilnehmer den ersten Rang ein, danach die Universität Göttingen und die Universität Berlin, Heidelberg, Bonn, Erlangen, Duisburg, Jena, Gießen, Marburg und weitere. Mehr als ½ der Gesamtteilnehmer ist nur einmalig erschienen, ¼ dreimalig und öfter; 1822 erreichte die Teilnehmerzahl 191 Musensöhne, beim letzten Treffen 1830 kamen nur noch 36.

### Veranstaltungen
Insgesamt wurden zehn Erinnerungsfeste über einen Zeitraum von zwölf Jahren in der Regel jährlich abgehalten; wobei die Jahre: 1827 und 1829 ausfielen: 1. Hattingen (1. Juni 1819), 2. Schwelm (25. Mai 1820), 3. Luisenbad (Unna) (14. Juni 1821), 4. Luisenbad (Unna) (30. Mai 1822), 5. Luisenbad (Unna) (22. Mai 1823), 6. Dortmund (18. Juni 1824) 7. Luisenbad (Unna) (19. August 1825), 8. Luisenbad (Unna) (17. Mai 1826), 9. Luisenbad (Unna) (10. Juli 1828), 10. Luisenbad (Unna) (16. Mai 1830).

### Anlass und Charakter des Erinnerungsfestes
Der offizielle Anlass des Festes, auf dem sowohl Liberale wie auch Konservative teilnahmen, war ein patriotischer: Man gedachte am Ende der Befreiungskriege an die Wiederauferstehung des Vaterlandes. Solche Erinnerungsfeste wurden auch an anderen Orten (Königsberg, Danzig) zelebriert. Doch die westfälischen Erinnerungsfeier hatten auch ein deutliches lokales Chlorit. Auf diesen Zusammenkünften wurden die grün-weiß-schwarzen Farben der Corpsburschen der Westfalen an den Universitäten: (Corps Marko-Guestphalia Aachen, Corps Guestphalia Bonn, Corps Guestphalia Berlin, Corps Guestphalia Erlangen, Corps Guestfalia Greifswald, Corps Guestphalia Göttingen, Corps Guestphalia Halle, Corps Guestphalia Heidelberg, Corps Guestphalia Jena, Corps Guestphalia Würzburg) groß herausgestellt, sodass im öffentlichen Bewusstsein bald die Meinung vorherrschte, dass es sich um offizielle Westfalenflagge der Provinz handle. Daher gingen die Farben auch auf andere westfälische Vereinigungen und Körperschaften über. Bei anderen Festen und offiziellen Anlässen wurde entsprechend geflaggt. Den Irrtum klärte 1880 Roger Wilmans auf. Mit zunehmender Dauer mischte sich unter die Freude des Erreichten auch die Kritik am Bestehenden. So wurden verholen Forderungen nach Demokratie und verfassungsmäßig garantierten Rechten laut. Die Forderung nach Nationalstaatlichkeit wurde anders, als bei den Burschenschaften, nicht überbetont. Wegen der Gesinnungsschnüffelei der Karlsbader Beschlüsse von 1819 verbrämte man diese Forderungen in harmlosen Gedichten von Musensöhne, wie etwa Friedrich Wilhelm Rautert in dem Lied zum dritten Erinnerungsfest, am 14. Juni 1821 in Unna:
Genießt den Reiz des Lebens,

Rasch eilt der Stunden Lauf,

Der Magen rollt, vergebens

Hält man die Speisen auf!

Der Knabe träumte Freuden,

Die bald der Jüngling schmeckt;

Wie ist er zu beneiden,

Wenn ihn die Muse weckt!

Erfüllt sind seine Träume,

Erwacht ist seine Kraft;

In ungemeß'ne Räume

Führt ihn die Wissenschaft.

Es folgt der Freiheit Fahne

Der stolze Musensohn:

Er baut der Zukunft Plane,

Und hofft der Zukunft Lohn.

*  *  *

## Bedeutende Teilnehmer (Auswahl)
| Name                                  | Tätigkeit                                                          | Korporation                                      | Datum                            |
| ------------------------------------- | ------------------------------------------------------------------ | ------------------------------------------------ | -------------------------------- |
| Carl von Bodelschwingh                | Jurist und Politiker                                               | Corps Guestphalia Göttingen                      | 1824, 25, 28                     |
| Ernst von Bodelschwingh der Ältere    | Jurist und Politiker                                               | Corps Guestphalia II in Göttingen                | 1824                             |
| Gisbert von Bodelschwingh-Plettenberg | Landwirt und Jurist                                                |                                                  | 1819, 24                         |
| Carl Heinrich Ebmeier                 | Jurist und Politiker                                               | Corps Guestphalia Halle                          | 1812, 16                         |
| Friedrich Gerstein                    | Jurist                                                             | Corps Guestphalia Erlangen                       | 1820, 21, 22, 23, 24             |
| Ludwig Franz Houben                   | Jurist und Politiker                                               | Corps Guestphalia Bonn                           | 1826                             |
| Jakob von der Kuhlen                  | Theologe                                                           |                                                  | 1823                             |
| Bernhard Christoph Ludwig Natorp      | Theologe und Pädagoge                                              | Corps Guestphalia Halle                          | 1819                             |
| Carl Overweg                          | Jurist, Politiker und Industrieller                                | Corps Guestphalia Bonn                           | 1826, 28                         |
| Conrad von Rappard                    | Jurist, Politiker und Mitglied der Frankfurter Nationalversammlung | Corps Guestphalia Bonn                           | 1822, 25                         |
| Friedrich Wilhelm Rautert             | Jurist und Schriftsteller                                          | Corps Guestphalia Erlangen                       | 1819, 20, 21, 22, 23, 24, 25, 28 |
| Christian Carl Theodor Ludwig Sethe   | Jurist und Kommilitone (1819) von Heinrich Heine                   | Bonner Allgemeinheit (Burschenschaft)            | 1823, 24, 28                     |
| Adolf Tellkampf                       | Mathematiker                                                       |                                                  | 1824                             |
| Jodocus Temme                         | Politiker, Jurist und Schriftsteller                               | Corps Guestphalia Bonn                           | 1821                             |
| Ludwig von Vincke                     | 1. Oberpräsident der Provinz Westfalen                             | Kränzchen der ordensfreien Westfälinger Erlangen | 1819, 21, 22, 24, 25, 28         |